# Assaf El-Murr
Assaf El-Murr (arab. ‏عساف المر‎; ur. 7 listopada 1967) – libański judoka. Olimpijczyk z Barcelony 1992, gdzie zajął siedemnaste miejsce w wadze półlekkiej.
Uczestnik Pucharu Świata w 1995, 1996 i 1997 roku.

## Letnie Igrzyska Olimpijskie 1992
| Konkurencja | Eliminacje            | Repasaże                  | Klas. końcowa |
| Konkurencja | Przeciwnik I          | Przeciwnik I              | Miejsce       |
| ----------- | --------------------- | ------------------------- | ------------- |
| 65 kg       | Udo Quellmalz (GER) P | Francisco Lorenzo (ESP) P | 17.           |